# Stenophylax malatestus
Stenophylax malatestus är en nattsländeart som först beskrevs av Schmid 1957.  Stenophylax malatestus ingår i släktet Stenophylax och familjen husmasknattsländor. Inga underarter finns listade i Catalogue of Life.